# O pássaro emplumado
O pássaro emplumado (em alemão: Fitchers Vogel) ou O estranho pássaro, ou ainda O pássaro de Fitcher, é um conto de fadas alemão compilado pelos Irmãos Grimm. É o conto número 46 (KHM 46). Conto violento sobre um feiticeiro que sequestra moças e as esquarteja, com requintes de crueldade: "Ele a jogou no chão, e arrastou-a pelos cabelos até o quarto, cortou os cabelos dela sobre o bloco de madeira, e a cortou em pedaços de tal maneira que o sangue dela escorria pelo chão."
Enquadra-se no Tipo 311 do Sistema Aarne-Thompson-Uther (ATU) de classificação de contos folclóricos, em que a heroína salva a si mesma e suas irmãs. Os estudiosos divergem sobre a etimologia de "Fitcher" do título original alemão.

## Origem
A história origina-se de "duas histórias de Hesse: de Friederike Mannel de Allendorf an der Landsburg e de Dortchen Wild de Kassel, mais tarde esposa de Wilhelm Grimm. Aparece aqui também o tema da câmara proibida, comum em As Mil e Uma Noites.

## História
Um feiticeiro se finge de mendigo para raptar moças e as leva a uma casa na floresta. Ele rapta primeiro a mais velha de três irmãs e nos primeiros dias a trata bem. Um dia diz que precisa viajar, entrega as chaves da casa à moça, mas a proíbe de adentrar determinado cômodo. Ela não resiste à curiosidade, e lá depara com uma grande bacia com sangue e pedaços de seres humanos esquartejados. Quando o feiticeiro volta, descobre que a moça penetrou na câmara proibida e a mata com requintes de crueldade. A irmã do meio tem o mesmo destino, mas felizmente a terceira irmã, inteligente e muito esperta, consegue juntar os pedaços e ressuscitar as outras duas, escondendo-as.  Quando o feiticeiro retorna da viagem, pensando que a moça não penetrou no quarto proibido, resolve torná-la sua noiva e perde os poderes sobre ela. A moça arquiteta uma vingança e no final da história o feiticeiro e seus convidados morrem queimados. O título do conto se refere a um disfarce de pássaro que ela adota em seu plano de vingança.